# Špela Bračun
Špela Bračun, née le 3 août 1977 est une skieuse alpine slovène.

## Biographie
Elle débute en Coupe du monde en 1995. Dans cette compétition, elle obtient son premier et unique podium lors de la descente de Saint-Moritz en décembre 1999.

## Palmarès

### Jeux olympiques
| Épreuve / Édition | Nagano 1998 | Salt Lake City 2002 |
| Descente          | 24e         | 22e                 |
| Super G           | 30e         | 24e                 |

### Championnats du monde
| Épreuve / Édition | Sestrières 1997 | Vail 1999 | St. Anton 2001 |
| Descente          | 30e             | 26e       | 29e            |
| Super G           | 20e             | 27e       | 28e            |
| Combiné           |                 | 14e       |                |

### Coupe du monde
- Meilleur classement général : 38e en 2000.
- 1 podium : 1 troisième place.